# Una imagen de África: racismo en «El corazón de las tinieblas» de Conrad

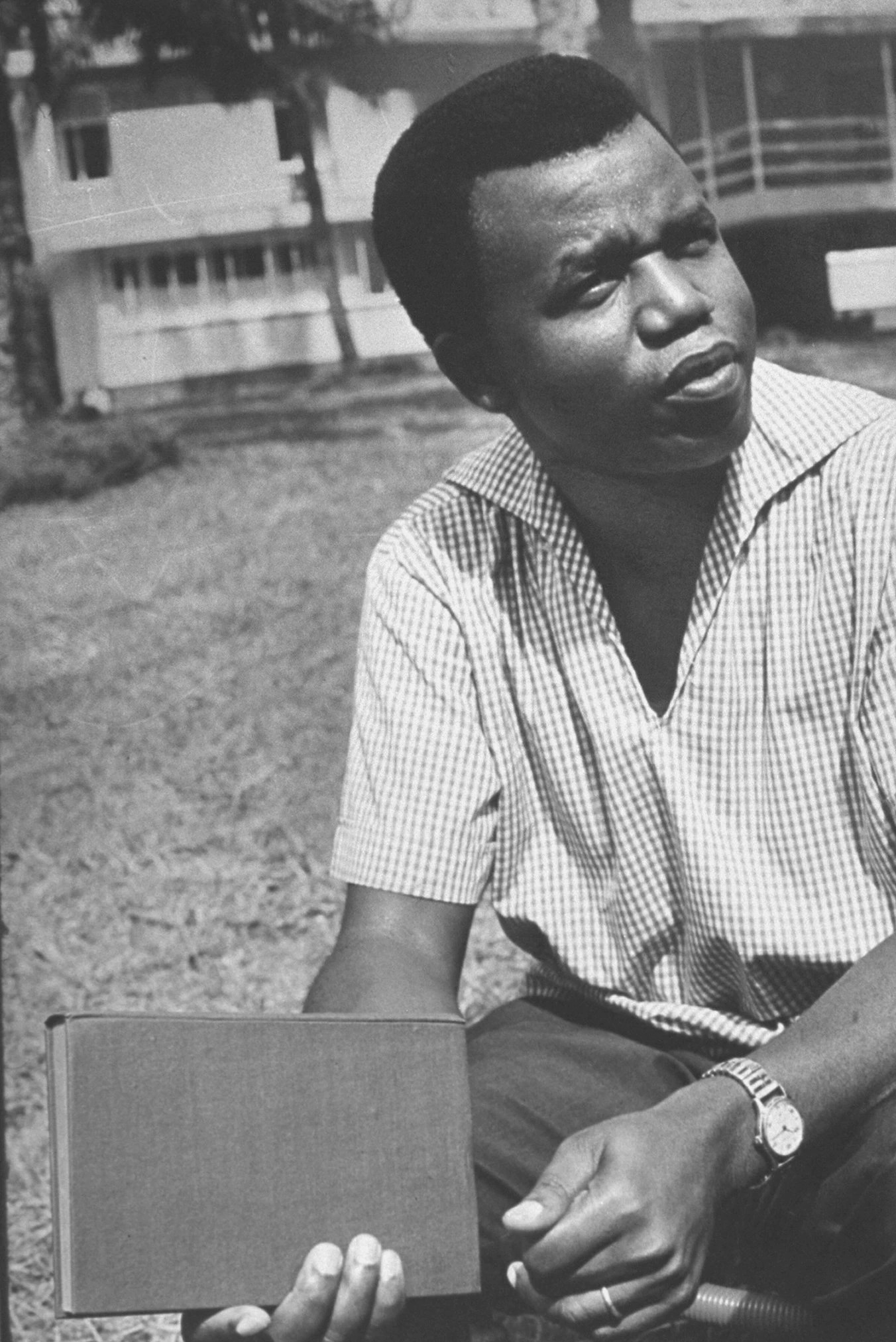
Chinua Achebe

Una imagen de África: racismo en «El corazón de las tinieblas» de Conrad (An Image of Africa: Racism in Conrad's «Heart of Darkness») es la versión publicada (y enmendada) de la segunda conferencia de Chinua Achebe en la Universidad de Massachusetts, Amherst, el 18 de febrero de 1975. Se considera que el texto forma parte del movimiento crítico poscolonial, que aboga por tener en cuenta los puntos de vista de las naciones no occidentalizadas y de los pueblos que deben lidiar con los efectos del colonialismo.
En Una imagen de África: racismo en «El corazón de las tinieblas» de Conrad, Achebe ataca al texto de Joseph Conrad por considerarlo racista. Según Achebe, . África misma se presenta como «la antítesis de Europa y, por lo tanto, de la civilización», «un complemento de Europa, como lugar de carencias, a la vez remotas y vagamente familiares, frente al cual el propio estado de gracia espiritual europeo se hará manifiesto».

## El ensayo
Achebe va más allá del texto de «El corazón de las tinieblas» para presentar su razonamiento. El escritor nigeriano cita pasajes de Conrad, tal como el recuerdo por parte de éste de su primer encuentro personal con un africano:

Cierto enorme negro en cueros que conocí en Haití determinó hasta el fin de mis días mi concepción de lo que es la ira ciega, furiosa, irracional, manifiesta en el animal humano. Solía soñar con el negro durante años posteriores.

Achebe concluye que «…Conrad tenía un problema con los negros. Su propio afecto desmedido por aquella palabra debería interesar a los psicoanalistas. En ocasiones, su fijación por la negrura es igual de interesante…».
El nigeriano afirma que, a pesar de que Conrad no es completamente responsable por su imagen xenofóbica de África, su novela sigue perpetuando estereotipos perjudiciales para los hombres negros por su inclusión en el canon literario del mundo occidental moderno. Su crítica punzante suele enseñarse a la par de la obra de Conrad, y habitualmente se incluye en las ediciones analíticas del texto.

La cuestión es si una novela que celebra de deshumanización, que despersonaliza a una parte de la raza humana, puede denominarse una gran obra de arte. Mi respuesta es no, no puede.

## Contrapunto
Esta crítica ha sido objeto de ataques que la consideran imprudente o con fines políticos, o un ejemplo de corrección política descontrolada. Con frecuencia se ha defendido a Conrad sobre la base del contexto histórico en el que vivió, o de la «belleza» de su escritura.
Muchos críticos atacaron al mismo Achebe por su crítica a Conrad. El profesor de literatura inglesa Cedric Watts de la Universidad de Sussex realizó una refutación al ensayo de Achebe, en el que cree ver «una insinuación… de que los blancos no están calificados para juzgar el texto por motivos raciales». Watts ha señalado que, según él, la visión de Achebe está dirigida a la «clase dirigente blanca de los Estados Unidos».
Tras preguntársele acerca de su opinión sobre el «mérito artístico» de la obra de Conrad, Achebe respondió:

En ningún momento dije que deba desproveerse de mérito artístico a El corazón de las tinieblas; si uno quiere dárselo, puede hacerlo. Existen todo tipo de lecturas sutiles en El corazón de las tinieblas, y hay personas a las que no podrá convencerse de que hay algo en ella que no es correcto. Todo lo que en realidad exijo, no estoy simplemente poniendo en relieve sino que estoy exigiendo, que mi lectura tenga un lugar junto a aquellas otras lecturas… Pese a que escribe buenas oraciones, también escribe acerca de la gente, de su vida. Y dice que esas personas son almas rudimentarias… Los africanos son los rudimentarios, y luego, por encima de ellos, se encuentran los buenos blancos. Yo no acepto eso como base de… como base de nada.